# 中国白丝草
中国白丝草（学名：Chionographis chinensis）为百合科白丝草属下的一个种。分布于中国广西东北部、广东、湖南南部和福建北部。